# Trouxemil e Torre de Vilela
Trouxemil e Torre de Vilela (oficialmente: União das Freguesias de Trouxemil e Torre de Vilela) é uma freguesia portuguesa do município de Coimbra, com 10,56 km² de área e 3659 habitantes (censo de 2021). A sua densidade populacional é 346,5 hab./km².

## Localidades da Freguesia
- Adémia
- Adões
- Alcarraques
- Cioga do Monte
- Fornos
- Salgueirosa
- Trouxemil
- Fetal
- Lôgo de Deus
- Ponte de Vilela
- Ribeiro de Vilela
- Torre de Vilela
- Vilela

## História
Foi constituída em 2013, no âmbito de uma reforma administrativa nacional, pela agregação das antigas freguesias de Trouxemil e Torre de Vilela e tem a sede em Trouxemil.

## Demografia
A população registada nos censos foi:
| Distribuição da População por Grupos Etários | Distribuição da População por Grupos Etários | Distribuição da População por Grupos Etários | Distribuição da População por Grupos Etários | Distribuição da População por Grupos Etários | Distribuição da População por Grupos Etários |
| -------------------------------------------- | -------------------------------------------- | -------------------------------------------- | -------------------------------------------- | -------------------------------------------- | -------------------------------------------- |
| Antes da agregação                           |                                              |                                              |                                              |                                              |                                              |
| Ano                                          | 0-14 anos                                    | 15-24 anos                                   | 25-64 anos                                   | >= 65 anos                                   | Total                                        |
| 2001                                         | 689                                          | 590                                          | 2264                                         | 602                                          | 4145                                         |
| 2011                                         | 567                                          | 466                                          | 2160                                         | 761                                          | 3954                                         |
| Após a agregação                             |                                              |                                              |                                              |                                              |                                              |
| Ano                                          | 0-14 anos                                    | 15-24 anos                                   | 25-64 anos                                   | >= 65 anos                                   | Total                                        |
| 2021                                         | 388                                          | 374                                          | 1904                                         | 993                                          | 3659                                         |